# Letham (Angus)
Letham ist ein Ort in Schottland, in der traditionellen Grafschaft Angus, heute die Council Area gleichen Namens.
Letham ist die größte Stadt von Angus und liegt 17 Meilen von Dundee, fünf Meilen von Forfar, zehn Meilen von Arbroath und ebenfalls zehn Meilen von Carnoustie entfernt. Die Stadt hat ein gut funktionierendes Nahversorgungssystem und ist von Wanderwegen umgeben, die von Freiwilligen betreut werden.

## Feiern und Sehenswürdigkeiten
Jedes Jahr im Juli findet der in der ganzen Grafschaft bekannte Victoria market statt. Während des Markttages ist die Hauptstraße für den Verkehr gesperrt und von Verkaufsständen und deren Besuchern bevölkert. Die Budenbesitzer und Verkäufer tragen viktorianische Kostüme und bieten Antiquitäten und rustikale Gerichte an.
Im März und Dezember treffen sich in Letham Handwerker aus ganz Schottland zu einer Messe, bei der sie ihre Waren ausstellen. Beste Qualität wird gefordert, um daran teilnehmen zu dürfen. Alle diese Veranstaltungen, wie auch die Weihnachtsdekorationen und Christmas carols, werden von Vereinen unter der Leitung des Feuars Committee organisiert, der ältesten Bürgervereinigung der Stadt.
Außerhalb der Stadt in Richtung Dunnichen liegt der Girdlestane, ein prähistorischer Cup-and-Ring-Stein. Von ihm aus ist eine gute Sicht auf den Dunnichen Hill möglich, wo am 20. Mai 685 die Schlacht bei Dunnichen Mere stattgefunden haben soll.

## Persönlichkeiten
- Ned Doig (1866–1919), Fußballspieler